# Novo Selo, Kiustendil
Novo Selo (în bulgară Ново село) este un sat în Obștina Kiustendil, Regiunea Kiustendil, Bulgaria.

## Demografie
Componența etnică a satului Novo Selo
     Bulgari (100%)
     Nicio identificare (0%)
     Altele (0%)
La recensământul din 2011, populația satului Novo Selo era de 30 locuitori. Din punct de vedere etnic, majoritatea locuitorilor (100,0%) erau bulgari. Pentru 0,0% din locuitori nu este cunoscută apartenența etnică.